# اکهوری
اکهوری (به انگلیسی: Akhori) یک منطقهٔ مسکونی در پاکستان است که در پنجاب واقع شده‌است. اکهوری ۳۶۵ متر بالاتر از سطح دریا واقع شده‌است.